# Römisches Recht

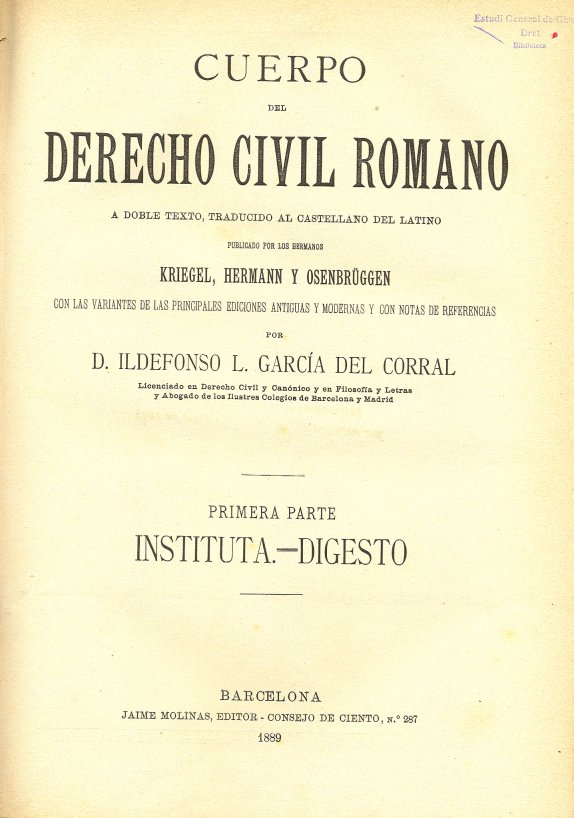
Spanische Ausgabe des Corpus iuris civilis, Barcelona, 1889

Als römisches Recht wird das Recht bezeichnet, das ausgehend von der Antike, zunächst in Rom und später im ganzen römischen Weltreich galt. Da die in der Spätantike im Corpus iuris civilis gesammelten Quellen des antiken römischen Rechts im Hochmittelalter in Bologna wiederentdeckt wurden, setzte sich die Wirkung des römischen Rechts bis ins 19. Jahrhundert fort, da die Quellen für das Recht in den meisten Staaten Europas als maßgeblich betrachtet wurden. Die Etablierung des Corpus Iuris Civilis als geltendes Reichsrecht im Heiligen Römischen Reich führte zu Kodifikationen im heutigen Europa, die begrifflich zur Rezeption des römischen Rechts führten.
Die etwa eintausendjährige Geschichte des antiken römischen Rechts wird umklammert von zwei grundlegenden Kodifikationen, dem Zwölftafelgesetz (wohl um 450 v. Chr.) am Anfang und der unter Justinian (reg. 527–565 n. Chr.) im Corpus iuris civilis gesammelten kaiserlichen Gesetzgebung am Ende. Das Gesetzesrecht darf nicht darüber hinwegtäuschen, dass römisches Recht im Wesentlichen anomisch, also kein Gesetzesrecht war, vielmehr aus einer Dreiheit von Rechtsquellen bestand, bei dem das Gewohnheitsrecht und das Juristenrecht (insbesondere in der klassischen Hochzeit) die tragende Rolle spielten. Gewohnheitsrecht war Recht, das auf den archaischen Gebräuchen und Sitten der Väter beruhte, dem mos maiorum. Das Juristenrecht hingegen entwickelte sich in seiner vorklassischen und nachfolgend klassischen Ausprägung aus den Handlungsanweisungen und der Rechtsprechung der Prätoren und aus den Schriften der Juristen heraus, so etwa den gaianischen Institutionen.
Von den Rechtshistorikern wird das römische Recht nach bisher überwiegender Auffassung in drei Epochen unterteilt, die republikanische, die von der Gründung der Republik im späten 6. Jahrhundert v. Chr. bis zu Augustus reicht, die klassische, die die ersten beiden Jahrhunderte n. Chr. erfasst, sowie die nachklassische Epoche ab den Severern (193–235) bis zu Justinian im 6. Jahrhundert. Entsprechend wird in vornehmlich vier Kategorien unterschieden zwischen dem altrömischen (seit der Gründung Roms bis zur Schwelle vom 3. zum 2. Jahrhundert v. Chr.), dem vorklassischen (im Anschluss bis zum Beginn des Prinzipats), dem klassischen (ab Augustus bis zum Ende der Herrschaft der Severer) und dem nachklassischen Recht (Spätantike).
Während viele andere Errungenschaften der Antike ursprünglich von den Griechen stammen und von den Römern nur übernommen wurden, ist das römische Recht eine originäre Schöpfung der Römer ohne griechische Vorbilder. Allerdings hat die Übernahme von Begriffen und Argumentationsmustern aus der griechischen Philosophie bei der Herausbildung der römischen Rechtswissenschaft eine Rolle gespielt. Die Wissenschaft vom römischen Recht wird – ebenso wie die romanische Philologie – Romanistik genannt.

## Allgemeines
Die bis heute hervorragende Stellung in Rom nimmt das klassische Recht ein, jenes Recht, das in der Zeit von Augustus bis zu den Severern geschaffen wurde. Es war Zivilrecht. Verfassungs- und Strafrecht waren weit weniger verrechtlicht. Anders als in der demokratischen Rechtslandschaft Athens wurden die Gerichte mit Verfassungsrecht kaum befasst, Strafrecht wurde lange unter den Sippen geregelt.
Quiritisches Zivilrecht war von Roms Urzeiten an das Recht der Vermögenden und Besitzenden. Bis zum Erlass der Constitutio Antoniniana kamen nur die Bewohner des Reichs in Betracht, die das Bürgerrecht innehatten, (ehe-)rechtsfähige patresfamilias, die die Haus- und Familiengewalt über Frauen, Hauskinder und Haussklaven ausübten. Gegründet war es auf Privateigentum und Willensfreiheit. Diese Grundsätze überdauerten die Spätantike und wurden über die italienische und die spätere deutsche Rezeption des Mittelalters in die Neuzeit getragen. Verdeutlicht am § 275 BGB, der nur die Unmöglichkeit der Leistung anerkennt, nicht aber die Unmöglichkeit der Gegenleistung (Bezahlung in Geld), zeigt auf, dass noch das heutige BGB vom Grundsatz: „Geld hat man“ beherrscht ist. Verändert hat sich nur die Anschauung der Rechtsbegriffe, die ab Beginn der Neuzeit zunehmend systematisch argumentiert und definiert wurden. Überschaubar wenige Elemente sind es, die die urrömische Struktur des Zivilrechtsprinzips im Zusammenhang wiedergeben: Rechtssubjekt, Familie, Eigentum, Vertrag und Delikt. Im deutschen Zivilrecht finden sich diese Prinzipien im Wesentlichen in den fünf Büchern des BGB noch wieder (sogenanntes Pandektensystem).
Eine nach diesem Schema gegliederte Darstellung des Zivilrechts ist im antiken Rom noch nicht anzutreffen, vielmehr handelte es sich um patrizische Leitbilder. Die Ordnung der Stoffe erfolgte eher nach prozessualen Gesichtspunkten, wie sie in den actiones (Klagen bei Gericht) zum Ausdruck kamen. Änderungen der gesellschaftlichen und wirtschaftlichen Strukturen und Interessenslagen führten im Laufe der Zeit zu Abwandlungen des um sakrale Elemente entschlackten Prozesstyps, dessen Ordnung durch prätorische Edikte vorgegeben wurde. Es sind aber nicht die klassischen Quellen selbst, auf die seit dem Hochmittelalter zurückgegriffen wird, die heutige Kenntnis des römischen Rechts beruht vornehmlich auf den in der Spätantike geschaffenen justinianischen Kodifikationen des Corpus iuris civilis. Auch in diesem Gesetzeswerk sind die fünf Leitgedanken des archaischen römischen Rechts stets anzutreffen.

## Römisches Recht unter besonderer Beachtung der Institute „Eigentum“ und „Besitz“
Das römische Recht war zunächst ein aus langjähriger Übung entstandenes Recht ohne geschriebene Gesetze, sogenanntes Gewohnheitsrecht. Die frühe Gesetzgebung der Königszeit und die frühen Rechtsgeschäfte entsprangen wohl dem sakralrechtlichen Bereich und lehnten sich stark an die religiöse Praxis der Auguren, Priestern der altrömischen Religion, die die Götterzeichen einholten, an. Sie trugen daher kultische Züge, waren ritualisiert und basierten auf Spruchformeln.

### Ius civile
Sextus Pomponius schildert in den Digesten, dass nach der Vertreibung der Könige deren Gesetze beseitigt worden seien und das römische Volk sich unsicheren Rechtszuständen und Bräuchen ausgesetzt habe. Eine klare Gesetzeslage gab es zum Beginn der römischen Republik nicht. Aber es bestand ein erhebliches Spannungsverhältnis zwischen Arm und Reich, das sich in die ersten Machtkämpfen zwischen den reichen Patriziern und den armen Plebejern entlud. Letztere gingen daraus erfolgreich hervor, denn die Plebejer erlangten die tribunizische Gewalt und konnten später gesetzesgleiche Plebiszite erlassen. Bevor es dazu kam, veranlasste das entstandene Volkstribunat, dass die sogenannten Decemviri legibus scribundis („Zehnmänner“) nach Athen reisten, um dort Erkenntnisse zu erlangen, die zu einem allgemeingültigen Regelwerk aufgezeichnet werden sollten. Zwar wurden zunächst lediglich die Quiriten, römische Vollbürger, geschützt, aber als Regelwerk in dem Sinne erging das Zwölftafelgesetz, das als ius civile in die Geschichte einging. Die Aufzeichnungen erfolgten in der Mitte des 5. Jahrhunderts v. Chr. und wurden in Form von zwölf Holztafeln (nach anderen Quellen: 12 Kupfer- oder auch Elfenbeintafeln) auf dem Forum Romanum aufgestellt. Der Originaltext ist nicht überliefert. Einige Fragmente finden sich in der historischen und juristischen Literatur, so bei Ulpian, Gaius oder Cicero. Die daraus entstandene Rekonstruktion ist sehr unsicher.
Das ius civile trennte die Güter in zwei Kategorien von Berechtigungen, in res mancipi, mithin Sachen, an denen das Eigentum nur durch mancipatio übertragen werden konnte und res nec mancipi, Sachen, bei denen es zur Übertragung des Eigentums der mancipatio nicht bedurfte, weil sie formfrei im Wege der traditio ex iusta causa übertragen werden konnten. Zu den res mancipi gehörten z. B. Grundeigentum in Italien, Vieh, Sklaven und ländliche Grunddienstbarkeiten, also vergleichsweise hochwertige Güter. Mit den XII Tafeln bildete sich der Begriff des „unbeschränkten quiritischen Eigentums“ (dominium ex iure Quiritium), welches nur römische Bürger erwerben durften und konnten. Zum Übertragungsvorgang mussten fünf römische Bürger als Zeugen und ein weiterer mit einer Kupferwaage hinzugezogen werden. Wer durch mancipatio erwarb, hatte die rituellen Worte zu sprechen: „Ich behaupte, dass dieser Sklave nach dem Recht der Römischen Bürger mein Eigentum ist und er soll von mir gekauft sein durch dieses Kupferstück und diese bronzene Waage.“ Dabei legte er einen Kupferbarren auf eine Waagschale. Die eigentliche Bezahlung erfolgte dann außerhalb dieser Zeremonie.
Die Priester (pontifices) legten das Recht der XII Tafeln im 3. Jahrhundert eng am Wortlaut orientiert aus (interpretatio), weshalb vom pontifikalen Rigorismus gesprochen wird. Dies konnte dazu führen, dass bereits falsches Benutzen von tatbestandlichen Wörtern ein prozessuales Unterliegen nach sich ziehen konnte. Die bei der Übereignung von res mancipi einzuhaltenden Formzwänge waren vielfältig und zeitraubend, sodass formale Fehler häufig auftraten. Problemlos dagegen gestaltete sich der Eigentumswechsel an res nec mancipi, denn er erfolgte durch bloße Übergabe.
Außer durch mancipatio konnte auch durch den sogenannten „Scheinprozess“, kraft gerichtlicher Abtretung (in iure cessio), quiritisches Eigentum an res mancipi entstehen. Der Verkäufer und der Erwerber erschienen dabei vor dem Magistrat (zumeist der Prätor) und der Käufer behauptete, eine bestimmte res mancipi gehöre ihm. Der Prätor fragte dann nach Einwänden des bisherigen Eigentümers. Schwieg dieser auf die Frage oder verneinte dieser, war der Eigentumsübergang vollzogen.
Vereinzelt wurde das ius Civile im 3. Jahrhundert v. Chr. bereits durch leges (Gesetze) vorangetrieben. Bedeutendes Gesetzgebungsorgan war die Volksversammlung (Zenturiatskomitien), welche sich aus den Hundertschaften des Heeres zusammensetzte. Der Einzelne wurde durch eine Vermögensschätzung durch den Zensor einer dieser Hundertschaften zugeteilt. In der Mehrheit waren dies Eques und die erste Klasse des Fußvolkes. Gesetze ergingen nach vorheriger Beratung durch den Senat und auf Antrag (rogatio) der Konsuln| oder des Prätors vor der Volksversammlung beschlossen. Auf den Gesetzesinhalt hatten weder der Magistrat, der die Versammlung aufgrund seines ius agendi cum populo einberief und leitete, noch die Versammlung selber Einfluss. Die Zenturiatskomitien konnten das Gesetz nur beschließen oder ablehnen.
Ab 286, mit der lex Hortensia, standen den von der Volksversammlung beschlossenen leges die vom concilium plebis beschlossenen Plebiszite gegenüber. Das concilium plebis war eine von den Plebejern geschaffene Volksversammlung, zu der die Patrizier keinen Zugang hatten. Durch die lex Hortensia erlangten die Plebiszite gesetzesgleiche Kraft, sodass sie die gleiche Wertigkeit wie die leges besaßen.
Für die Privatgeschichte bedeutsame leges traten noch unter Kaiser Augustus in Kraft – wenig später verlor sich die Volksgesetzgebung ohne formelle Abschaffung. An deren Stelle trat der Senatsbeschluss (senatus consultum). Anfangs setzte sich der Senat aus den Oberhäuptern der gentes zusammen, aber schon um 312 v. Chr. ernannte der Zensor ehemalige Magistrate zu Senatoren. Der Senat sprach zwar nur Empfehlungen an die Magistrate aus, aber aufgrund seiner Autorität wurden sie meist beachtet und umgesetzt. Ab dem 2. Jahrhundert schrumpfte der Einfluss des Senats zu Gunsten des oratio Principis (Antrag des Kaisers). Kaiserliche Anordnungen, constitutiones principis, gewannen trotz Widerspruchs mit der römischen Verfassung gesetzesgleiche Macht. Zu den Kaiserkonstitutionen zählten der Form nach die edicta (allgemeine Vereinbarungen des Princeps (Kaisers)), mandatum (interne Dienstanweisungen an die Beamten durch den Kaiser), rescripta (schriftliche Stellungnahmen des Kaisers auf zu bescheidende Anfragen) und decreta (Entscheidungen nach Verhandlungen vor dem Kaisergericht).

### Ius gentium
Im Jahr 242 v. Chr. wurde, wegen der zunehmenden Bedeutung des Außenhandels für Rom, der so genannte praetor peregrinus eingeführt. Dieser war für Rechtsstreitigkeiten zwischen zwei Nichtrömern oder zwischen einem Nichtrömer und einem Römer zuständig. Er urteilte nicht nach dem ius civile, das ja nur für römische Bürger galt, sondern nach einem ius gentium. Dies war kein Völkerrecht im heutigen Sinne, vielmehr ein Handelsrecht zwischen den Völkern. Der praetor peregrinus konnte nun selbst entscheiden, welche Klageformen er zuließ. Dieses Verfahren setzte sich mit der Zeit durch und war schließlich auch vor dem praetor urbanus möglich. Eine neue Rechtsform war entstanden, das „Prätorische Edikt“. Darunter verstand man eine Verordnung, die der jeweilige Prätor zu Beginn seiner Amtsperiode veröffentlichte und in der er bekanntgab, welche Prinzipien in der Rechtsprechung eingehalten werden sollen (z. B. welche Klagen und welche Einwände zugelassen waren).
Durch das neu entstandene ius gentium konnte kein quiritisches Eigentum erworben werden. Es blieb an römische Bürger gebunden und eine Übertragung war bei res mancipi ausschließlich durch die beiden beschriebenen formalen Akte möglich. Die Prätoren erweiterten die Verfahrensweisen zum Erwerb von quiritischem Eigentum nicht. Sie begannen vielmehr, in einer Reihe von Fällen den Besitzer wie einen Eigentümer zu schützen.
Das Rechtsinstitut des „Besitzes“ (possessio) verdankte seine Entstehung erfolgreichen Kriegen, der damit verbundenen Eroberung neuer Landflächen sowie der wachsenden Zahl neuer Sklaven. Es wurde schlicht unmöglich, an jedem einzelnen Sklaven die mancipatio zu vollziehen, um formal Eigentum zu erwerben. Behauptete der Verkäufer, das Eigentum an einem Sklaven sei mangels mancipatio nicht übergegangen, gewährte der Prätor dem Käufer die sogenannte Einrede (exceptio). Sie war ein Mittel zum Schutz des Beklagten im Formularprozess, mit deren Hilfe Ansprüche des Klägers abgewiesen werden konnten, die auf den ersten Blick juristisch stichhaltig gewesen wären (wie z. B. eine nicht vollzogene mancipatio), aber den Beklagten dennoch in unbilliger Weise geschädigt hätten.
Schützenswerter Besitzer (possessor) war zunächst, wer eine Sache tatsächlich in seiner Gewalt hatte (corpus) mit dem Willen, sie für sich zu behalten (animus). Der Besitz genoss fortan einen eigenen Rechtsschutz durch den Prätor (interdicta) gegen jede eigenmächtige Entziehung oder Störung. Die Rechte des Eigentümers einer Sache, die unberechtigt in Besitz genommen wurde (bonae fidei possessor), blieben durch eine mögliche Eigentumsklage und ähnliche Institute gewahrt.
Bei den vom Prätor erlassenen possessorischen Interdikten (interdicta) lassen sich drei Gruppen unterscheiden:
- Interdikte, die erteilt wurden, um Besitz zu erlangen (z. B. quorum bonorum),
- Interdikte die dazu dienten, bestehenden Besitz zu erhalten (z. B. uti possidetis), und
- Interdikte, durch welche verlorener Besitz wieder erlangt werden konnte (z. B. unde vi).

Die Institution des Besitzes bildete aber lediglich eine Zwischenstufe. Letztlich führte sie zur Herausbildung des Begriffes vom bonitarischen Eigentum.

### Überlieferung
Die römische Rechtswissenschaft erreichte ihre höchste Blüte in den ersten Jahrhunderten der Kaiserzeit (1.–3. Jahrhundert). In der Spätantike drohten die Lehren der klassischen Jurisprudenz in Vergessenheit zu geraten. Um dieser Tendenz entgegenzuwirken, ließ Kaiser Justinian I. ältere Rechtstexte sammeln. Sein Gesetzgebungswerk umfasste die Institutiones Iustiniani (verkündet 533), die Pandekten (lat. Digesten, ebenfalls 533 verkündet) und den Codex Iustinianus (in der überarbeiteten Fassung von 534); im Verbund mit den von Justinian erlassenen Novellae (bis 565) und dem langobardischen Lehensrecht (libri Feudorum) erlangte sie unter den Humanisten, namentlich durch die Ausgabe des Dionysius Gothofredus (Lyon 1583), als Corpus iuris civilis neuerliche Berühmtheit. Die größte Bedeutung für die Entwicklung des neuzeitlichen Rechtswesens haben davon die Pandekten oder Digesten erlangt. Der Codex Iustinianus enthielt dagegen alle noch gültigen Kaiserkonstitutionen, die seit Hadrian erlassen worden waren, und ist daher eine der wichtigsten Quellen zum römischen Recht. Als bald nach Justinians Tod die Antike endgültig ausklang, geriet auch seine Rechtssammlung zunächst in Vergessenheit, bis es im Hochmittelalter in Italien wiederentdeckt wurde und eine Renaissance des römischen Rechts einleitete.

## Römisches Recht im Mittelalter und in der Neuzeit
Im Byzantinischen Reich blieb die justinianische Kodifikation Grundlage der Rechtspraxis. Im 9. Jahrhundert ließ Kaiser Leo VI. (886–912) eine Sammlung des byzantinischen Rechts erstellen. Diese Basiliken bestanden im Wesentlichen aus einer griechischen Übersetzung des justinianischen Codex und der Digesten.
In Westeuropa gerieten die justinianische Kodifikation und das römische Recht insgesamt während des Frühmittelalters weitgehend (aber nicht vollständig) in Vergessenheit. Insbesondere die Digesten waren bald nicht mehr bekannt. Um 1050 wurde dieser wichtige Text jedoch wiederentdeckt (siehe auch littera Florentina). Von diesem Zeitpunkt an haben zuerst italienische Juristen – deren Rechtsschule von Bologna sich zu einer der ersten Universitäten Europas entwickelte – das römische Recht wieder aufgegriffen. Sogenannte Glossatoren erläuterten und überarbeiteten die bestehenden Texte nach den Bedürfnissen und Methoden der Zeit. Die Kommentatoren (auch Postglossatoren genannt) arbeiteten sodann die Rechtstexte zu praxisbezogenen Werken aus.
Seit dem 14. Jahrhundert erlangte das römische Recht als gemeines Recht (ius commune) in Mitteleuropa wieder Bedeutung. Da in Deutschland im Mittelalter kein einheitliches Rechtssystem bestand, wurde ab Mitte des 15. Jahrhunderts das römische Recht auch hier rezipiert (siehe: Rezeption des römischen Rechts). Durch die besondere Bedeutung des römischen Rechts wurden die Rechtsfakultäten der Universitäten sehr einflussreich. Die Art der Anwendung des Corpus iuris civilis bezeichnet man als usus modernus pandectarum, also als zeitgemäßen Gebrauch der Pandekten.
Mit dem Beginn des Absolutismus und der Aufklärung trat das Naturrecht beziehungsweise Vernunftrecht in den Vordergrund.
Zu Beginn des 19. Jahrhunderts setzte mit der Historischen Rechtsschule, herausragender Vertreter derselben war Friedrich Carl von Savigny, eine Rückbesinnung auf das römische Recht ein. Eine der bedeutenden Privatrechtskodifikationen, der französische Code civil, wurde 1804 unter Napoleon geschaffen. Mit dem Zusammenspiel von geschichtlicher Rechtswissenschaft und Pandektistik, erfuhr das rezipierte römische Recht einen Höhepunkt in Sachen wissenschaftlicher Durchdringung und Systematisierung. Als gemeines Recht galt es in Deutschland bis zum 1. Januar 1900.

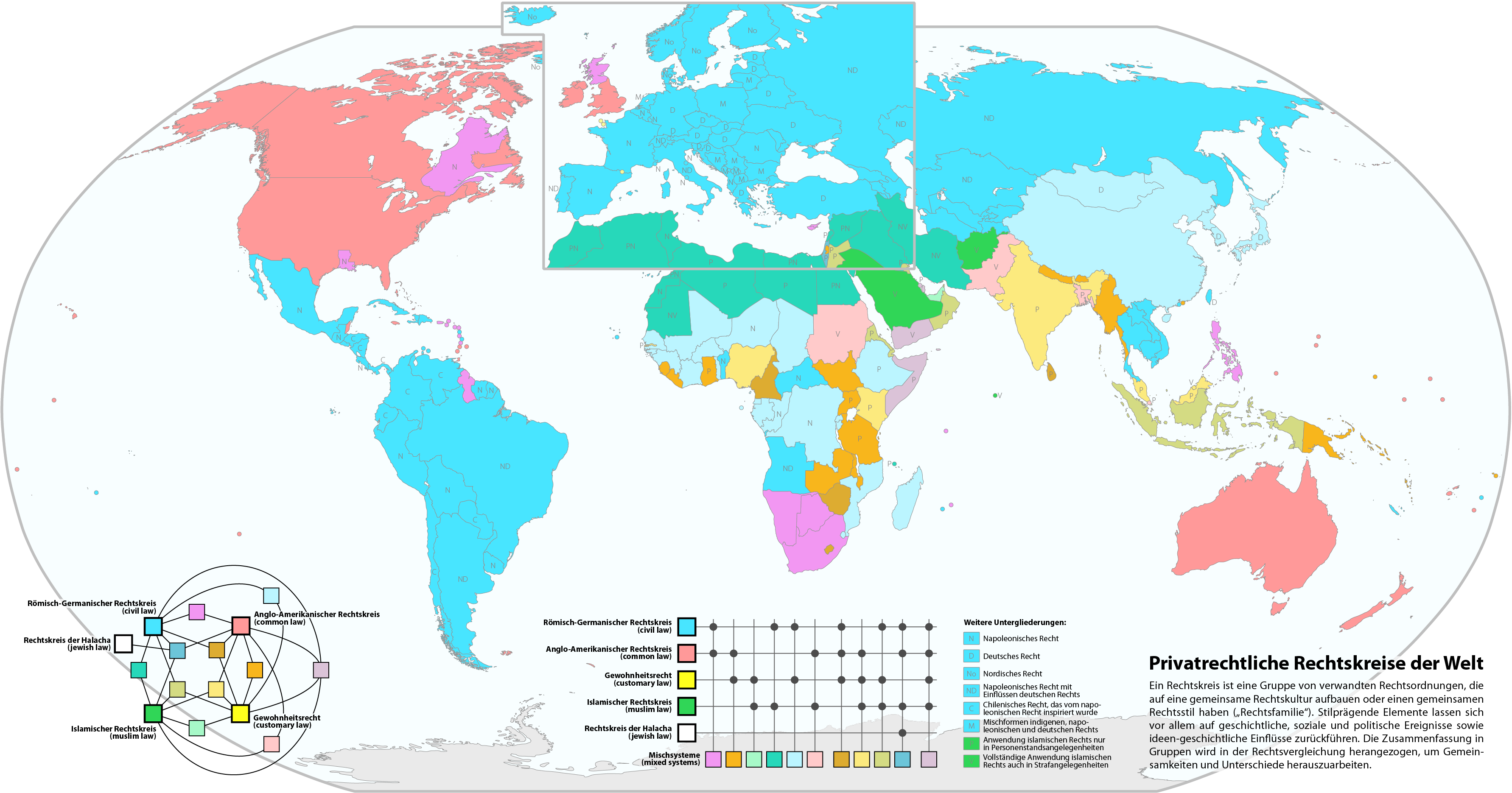
In Blau sind die Rechtssysteme eingezeichnet, die auf römischem Recht aufbauen.

Das römische Recht wirkt bis in die Moderne hinein, was insbesondere für das deutsche Bürgerliche Gesetzbuch (BGB) gilt. Ebenso beruht es auf der geschichtlichen Rechtswissenschaft des 19. Jahrhunderts. Das österreichische Allgemeine bürgerliche Gesetzbuch (ABGB) wurde ebenso wie das preußische Allgemeine Landrecht hingegen stärker vom Vernunftrecht des 18. Jahrhunderts beeinflusst, ohne die deutlichen römischen Wurzeln verkennen zu lassen. Das römische Recht bildet heute die Grundlage vieler Rechtssysteme.
Auch im 21. Jahrhundert wird das römische Recht, zum Teil in der Rezeption als römisch-kanonisches Recht im ius commune, noch genutzt, so durch den Europäischen Gerichtshof, der einige Rechtssätze als allgemeine Rechtsgrundsätze eingeordnet hat. Dies ist ein Ausdruck des Umstandes, dass das römische Recht in den Rechtsordnungen der Mitgliedsstaaten fortwirkt.
Für den weltweiten Einfluss des römischen Rechts wird sein hoher Abstraktionsgrad verantwortlich gemacht. Außerdem verzichtete es auf religiöse Legitimation, weshalb es nahezu beliebig auf entwickelte Gesellschafts- und Wirtschaftsformen transformiert werden könne.
Die Geschichte, die Bestimmungen und die Grundsätze des römischen Rechts sind bis heute (Wahl-)Bestandteil der universitären Juristenausbildung. Der International Roman Law Moot Court ist dazu der weltweit wichtigste Wettbewerb im römischen Recht.

### Juristisches
- Ulrike Babusiaux, Christian Baldus, Wolfgang Ernst, Franz-Stefan Meissel, Johannes Platschek, Thomas Rüfner (Hrsg.): Handbuch des Römischen Privatrechts. Mohr Siebeck, Tübingen 2023. ISBN 978-3-16-152359-5.
- Gabor Hamza: Entstehung und Entwicklung der modernen Privatrechtsordnungen und die römischrechtliche Tradition. ELTE – Eötvös Verlag, Budapest 2009, ISBN 978-963-284-095-6.
- Jan Dirk Harke: Römisches Recht. Von der klassischen Zeit bis zu den modernen Kodifikationen. Beck, München 2008, ISBN 978-3-406-57405-4.
- Herbert Hausmaninger, Walter Selb: Römisches Privatrecht. 9. völlig neu bearbeitete Auflage. Böhlau, Wien u. a. 2001, ISBN 3-205-99372-1.
- Herbert Hausmaninger, Richard Gamauf: Casebook zum römischen Sachenrecht. Manz’sche Verlags- und Universitätsbuchhandlung Wien, 11. Auflage 2012. ISBN 978-3-214-14972-7.
- Heinrich Honsell: Römisches Recht. 6. ergänzte Auflage. Springer-Lehrbuch, Berlin u. a. 2005, ISBN 978-3-540-28118-4.
- Max Kaser: Das Römische Privatrecht. 2 Bände, 2. Auflage. Beck, München 1971–1975 (= Handbuch der Altertumswissenschaft (Abteilung 10, Teil 3, Band 3).
- Max Kaser: Römisches Privatrecht. Ein Studienbuch. Fortgeführt zunächst von Rolf Knütel, dann Sebastian Lohsse. 22. überarbeitete und erweiterte Auflage. Beck, München 2021, ISBN 978-3-406-74412-9 (Juristische Kurz-Lehrbücher. Kurzlehrbücher für das juristische Studium).
- Wolfgang Kunkel, Martin Schermaier: Römische Rechtsgeschichte, 14. durchgesehene Auflage. Böhlau, Köln u. a. 2005, ISBN 3-412-28305-3, (= UTB 2225 Rechtsgeschichte, ISBN 3-8252-2225-X, ISSN 0340-7225), Inhalt.
- Detlef Liebs: Römisches Recht. Ein Studienbuch. 6. vollständig überarbeitete Auflage. Vandenhoeck & Ruprecht, Göttingen 2004, ISBN 3-8252-0465-0, (= UTB 465 Rechtswissenschaft, Alte Geschichte, ISSN 0340-7225).
- Ulrich Manthe: Geschichte des römischen Rechts, C. H. Beck, München 2000, 2. Aufl. München 2003 (C. H. Beck Wissen) ISBN 3-406-44732-5.
- Ulrich Manthe, Jürgen von Ungern-Sternberg (Hrsg.): Große Prozesse der römischen Antike München 1997, ISBN 3-406-42686-7.
- Fritz Schulz: Prinzipien des römischen Rechts. 2. unveränderter Nachdruck der Ausgabe 1934. Duncker und Humblot, Berlin 2003, ISBN 3-428-11347-0, Rezension von Wolfgang Ernst.
- Arnold Vinnius: Institutionenkommentar Schuldrecht. Text und Übersetzung. Ins Deutsche übersetzt von Klaus Wille. Müller, Heidelberg 2005, ISBN 3-8114-5220-7, (Erste Übersetzung in die deutsche Sprache).
- Ingo Reichard: Die Frage des Drittschadensersatzes im klassischen römischen Recht. Böhlau, Köln 1993, ISBN 3-412-01192-4, (Forschungen zum römischen Recht).
- Alfred Pernice: Formelle Gesetze im Römischen Rechte. Springer, Berlin Heidelberg 1888.

### Historisches
- Max Kaser: Römische Rechtsgeschichte. Vandenhoeck & Ruprecht, Göttingen 1950.
  - Zweite, neubearbeitete Auflage 1967, ISBN 3-525-18102-7. Digitalisat
  - Italienische Übersetzung: Storia del diritto romano. Milano 1977.
  - Koreanische Übersetzung: Mak-su Ka-so-tso: Ro-ma bob-tse-sa. Seoul 1998. ISBN 89-86210-49-5.
- Manlio Bellomo (Hrsg.): Die Kunst der Disputation. Probleme der Rechtsauslegung und Rechtsanwendung im 13. und 14. Jahrhundert (= Schriften des Historischen Kollegs. Kolloquien, 38). München 1997, X, 248 S. ISBN 978-3-486-56258-3  (Digitalisat).
- Mario Bretone: Storia del diritto romano. 6. Auflage, Laterza, Bari 1999. ISBN 88-420-3990-X, (Manuali Laterza 30), (Eine frühere Ausgabe auch Deutsch: Geschichte des römischen Rechts. Von den Anfängen bis zu Justinian. 2. Auflage. Beck, München 1998, ISBN 3-406-44358-3).
- Dieter Flach: Die Gesetze der frühen römischen Republik. Text und Kommentar. Wissenschaftliche Buchgesellschaft, Darmstadt 1994, ISBN 3-534-12322-0.
- Marie Theres Fögen: Römische Rechtsgeschichten. Über Ursprung und Evolution eines sozialen Systems (Taschenbuch), Göttingen: Vandenhoeck & Ruprecht, Göttingen 2002, ISBN 3-525-36269-2.
- Gerhard Günther: Römisches Recht in Thüringen. Seine Anwendung im Rechtsleben bis 1350. Rockstuhl, Bad Langensalza 2006, ISBN 978-3-938997-46-8.
- Jan Dirk Harke: Die Geburt des Eigentums: Testierfreiheit und exklusive Sachzuordnung im römischen Recht (= Strukturwandel des Eigentums. Band 8). Campus Verlag, Weinheim 2025, ISBN 978-3-593-52055-1.
- Hermann Gottlieb Heumann: Heumanns Handlexikon zu den Quellen des römischen Rechts. In Neunter Auflage neu bearbeitet von E. Seckel. 2. unveränderter Neudruck. Fischer, Jena 1926, (Text acc. 2010.01.04.; PDF; 82,7 MB).
- Caroline Humfress, David Ibbetson, Patrick Olivelle (Hrsg.): The Cambridge comparative history of ancient law. Cambridge University Press, Cambridge 2024, ISBN 978-1-107-03516-4.
- Wolfgang Kunkel, Martin Schermaier: Römische Rechtsgeschichte, 14. durchgesehene Auflage. Böhlau, Köln u. a. 2005, ISBN 3-412-28305-3, (= UTB 2225 Rechtsgeschichte, ISBN 3-8252-2225-X, ISSN 0340-7225), Inhalt.
- Ulrich Manthe: Geschichte des Römischen Rechts. 3. durchgesehene Auflage. Beck, München 2007, ISBN 978-3-406-44732-7, (= Beck’sche Reihe 2132 ISSN 0932-5352).
- Stephan Meder: Rechtsgeschichte. Eine Einführung. 3. überarbeitete und ergänzte Auflage. Böhlau, Köln u. a. 2008, ISBN 978-3-412-21105-9, (= UTB 2299 Rechtsgeschichte, Rechtswissenschaft, ISBN 978-3-8252-2299-4, ISSN 0340-7225).
- Dieter Simon: (Hg.): Eherecht und Familiengut in Antike und Mittelalter (= Schriften des Historischen Kollegs, Kolloquien Bd. 22). München 1992, IX, 168 S. ISBN 978-3-486-55885-2 (Digitalisat).
- Zoltán Végh: Römisches Recht und Nationalsozialismus. Gedanken zur Universalität des Römischen Rechtes. In: Journal on European History of Law, London: STS Science Centre Ltd., Vol. 2/2011, No. 1, S. 2–9 ISSN 2042-6402
- Wolfgang Waldstein, Michael Rainer: Römische Rechtsgeschichte. Ein Studienbuch. 11. neu bearbeitete Auflage des von Gerhard Dulckeit und Fritz Schwarz begründeten Werkes. Beck, München 2014, ISBN 978-3-406-65425-1 (Bis zur 9. Auflage: Dulckeit, Gerhard: Römische Rechtsgeschichte).
- Uwe Wesel: Geschichte des Rechts. Von den Frühformen bis zur Gegenwart. 3. überarbeitete und erweiterte Auflage. Beck, München 2006, ISBN 3-406-47543-4.
- Stefan Rebenich und Iole Fargnoli (Hrsg.): Theodor Mommsen und die Bedeutung des Römischen Rechts (Freiburger Rechtsgeschichtliche Abhandlungen FRA Neue Folge Band 69, Abt. A: Abhandlungen zum Römischen Recht und zur Antiken Rechtsgeschichte), Duncker & Humblot, Berlin 2013, ISBN 978-3-428-14050-3.